# Championnats du monde de paratriathlon
Les championnats du monde de paratriathlon se déroulent chaque année et sont soutenus par la Fédération internationale de triathlon (World Triathlon) depuis 1995. Ils se disputent sur une seule épreuve au format distance M ou S. Après avoir connu diverses catégorisations depuis leur création, ils se disputent selon une nouvelle catégorisation établie par la fédération internationale. La compétition attribue les titres de champions et championnes du monde de paratriathlon dans chaque catégorie.

## Palmarès
Ces tableaux présentent les noms des champions et championnes du monde de paratriathlon dans chaque catégorie depuis 2009.

### Hommes

#### Depuis 2017
| Année | PTWC              | PTS2           | PTS3              | PTS4                | PTS5          | PTVI                     |
| ----- | ----------------- | -------------- | ----------------- | ------------------- | ------------- | ------------------------ |
| 2024  | Jetze Plat H2     | Wim De Paepe   | Henry Urand       | Alexis Hanquinquant | Stefan Daniel | Dave Ellis B3            |
| 2023  | Geert Schipper H2 | Jules Ribstein | Daniel Molina     | Alexis Hanquinquant | Martin Schulz | Dave Ellis B3            |
| 2022  | Jetze Plat H2     | Jules Ribstein | Daniel Molina     | Alexis Hanquinquant | Stefan Daniel | Dave Ellis B3            |
| 2021  | Jetze Plat H2     | Jules Ribstein | Victor Chebotarev | Alexis Hanquinquant | Chris Hammer  | Dave Ellis B3            |
| 2019  | Jetze Plat H2     | Jules Ribstein | Daniel Molina     | Alexis Hanquinquant | Stefan Daniel | Héctor Catalá Laparra B2 |
| 2018  | Jetze Plat H2     | Mark Barr      | Daniel Molina     | Alexis Hanquinquant | Stefan Daniel | Dave Ellis B3            |
| 2017  | Jetze Plat H2     | Andrew Lewis   | Daniel Molina     | Alexis Hanquinquant | Stefan Daniel | Dave Ellis B3            |

#### 2014 à 2016
| Année | PT1            | PT2              | PT3              | PT4           | PT5             |
| ----- | -------------- | ---------------- | ---------------- | ------------- | --------------- |
| 2016  | Jetze Plat     | Andrew Lewis     | Denis Kungurtcev | Martin Schulz | Aaron Scheidies |
| 2015  | Bill Chaffey   | Michele Ferrarin | Oliver Dreier    | Stefan Daniel | Aaron Scheidies |
| 2014  | Krige Schabort | Vasily Egorov    | Lionel Hiffler   | Martin Schulz | Aaron Scheidies |

#### 2009 à 2013
| Année | TR1              | TR2             | TR3                | TR4               | TR5              | TR6                            |
| ----- | ---------------- | --------------- | ------------------ | ----------------- | ---------------- | ------------------------------ |
| 2013  | Bill Chaffey     | Stéphane Bahier | Michele Ferrarin   | Martin Schulz     | Matthew Emmerson | 6a Chris Goodwin 6b Dave Ellis |
| 2012  | Bill Chaffey     | Stéphane Bahier | Steven Judge       | Yannick Bourseaux | Matthew Emmerson | Iain Dawson                    |
| 2011  | Bill Chaffey     | Oswald Kydd     | Steven Judge       | Yannick Bourseaux | Benjamin Landier | Rodrigo Feola                  |
| 2010  | Thomas Frühwirth | Matt Perkins    | Cédric Delescluse  | Péter Boronkay    | Yan Guanter      | Iain Dawson                    |
| 2009  | Bill Chaffey     | Matt Perkins    | Sebastian Averesch | Péter Boronkay    | J.P. Theberge    | Aaron Scheidies                |

### Femmes

#### Depuis 2017
| Année | PTWC               | PTS2         | PTS3                 | PTS4                 | PTS5            | PTVI                    |
| ----- | ------------------ | ------------ | -------------------- | -------------------- | --------------- | ----------------------- |
| 2024  | Kendall Gretsch H2 | Allysa Seely | Élise Marc           | Marta Francés Gómez  | Grace Norman    | Susana Rodríguez B1     |
| 2023  | Lauren Parker H1   | Hailey Danz  | Élise Marc           | Kelly Elmlinger      | Grace Norman    | Francesca Tarantello B3 |
| 2022  | Lauren Parker H1   | Hailey Danz  | Élise Marc           | Andrea Miguelez Ranz | Grace Norman    | Susana Rodríguez B1     |
| 2021  | Lauren Parker H1   | Hailey Danz  | Andrea Miguelez Ranz | Kelly Elmlinger      | Claire Cashmore | Susana Rodríguez B1     |
| 2019  | Lauren Parker H1   | Fran Brown   | Élise Marc           | Hannah Moore         | Claire Cashmore | Susana Rodríguez B2     |
| 2018  | Emily Tapp H1      | Allysa Seely | Anna Plotnikova      | Hannah Moore         | Lauren Steadman | Susana Rodríguez B2     |
| 2017  | Emily Tapp H1      | Liisa Lilja  | Élise Marc           | Mami Tani            | Grace Norman    | Katie Kelly B3          |

#### 2014 à 2016
| Année | PT1             | PT2          | PT3           | PT4             | PT5            |
| ----- | --------------- | ------------ | ------------- | --------------- | -------------- |
| 2016  | Kendall Gretsch | Allysa Seely | Manon Genest  | Grace Norman    | Alison Patrick |
| 2015  | Kendall Gretsch | Allysa Seely | Sally Pilbeam | Lauren Steadman | Katie Kelly    |
| 2014  | Kendall Gretsch | Nora Hansel  | Sally Pilbeam | Lauren Steadman | Alison Patrick |

#### 2009 à 2013
| Année | TR1         | TR2               | TR3              | TR4              | TR5                 | TR6                                |
| ----- | ----------- | ----------------- | ---------------- | ---------------- | ------------------- | ---------------------------------- |
| 2013  | Jane Egan   | Hailey Danisewicz | Jennifer Hopkins | Faye McClelland  | Megan Fisher        | 6a Ivonne Mosquera 6b Melissa Reid |
| 2012  | Karen Darke | Melissa Stockwell | Jennifer Hopkins | Faye McClelland  | Patricia Collins    | Susana Rodríguez                   |
| 2011  | Jane Egan   | Melissa Stockwell | Jennifer Hopkins | Faye McClelland  | Danielle Mclaughlin | Charlotte Ellis                    |
| 2010  | Jane Egan   | Melissa Stockwell | Lorene Hatelt    | Faye McClelland  | Megan Fisher        | Charlotte Ellis                    |
| 2009  | --          | Sarah Reinertsen  | Miriam Jenkins   | Clare Cunningham | Megan Fisher        | Ivonne Mosquera                    |

## Lieux et distances des épreuves
| Année     | Ville        | Pays                | Distance |
| --------- | ------------ | ------------------- | -------- |
| 2004      | Madère       | Portugal            | M        |
| 2005      | Honolulu     | États-Unis          | M        |
| 2006      | Lausanne     | Suisse              | M        |
| 2007      | Hambourg     | Allemagne           | M        |
| 2008      | Vancouver    | Canada              | M        |
| 2009      | Gold Coast   | Australie           | M        |
| 2010      | Budapest     | Hongrie             | S        |
| 2011      | Pékin        | Chine               | S        |
| 2012      | Auckland     | Nouvelle-Zélande    | S        |
| 2013      | Londres      | Royaume-Uni         | S        |
| 2014      | Edmonton     | Canada              | S        |
| 2015      | Chicago      | États-Unis          | S        |
| 2016-2017 | Rotterdam    | Pays-Bas            | S        |
| 2018      | Gold Coast   | Australie           | S        |
| 2019      | Lausanne     | Suisse              | S        |
| 2021-2022 | Abou Dhabi   | Émirats arabes unis | S        |
| 2023      | Pontevedra   | Espagne             | S        |
| 2024      | Torremolinos | Espagne             | S        |

| Rang | Nation                    | Total |
| ---- | ------------------------- | ----- |
| 1    | États-Unis                | 40    |
| -    | Royaume-Uni               | 40    |
| 3    | France                    | 25    |
| 4    | Espagne                   | 16    |
| 5    | Australie                 | 15    |
| 6    | Canada                    | 10    |
| 7    | Pays-Bas                  | 8     |
| 8    | Allemagne                 | 5     |
| 9    | Russie                    | 3     |
| 10   | Autriche                  | 2     |
| -    | Italie                    | 2     |
| -    | Hongrie                   | 2     |
| 13   | Afrique du Sud            | 1     |
| -    | Belgique                  | 1     |
| -    | Brésil                    | 1     |
| -    | Comité paralympique russe | 1     |
| -    | Finlande                  | 1     |
| -    | Japon                     | 1     |
| -    | Nouvelle-Zélande          | 1     |